# Mark Jacobson (giornalista)
Mark Jacobson (1948) è un giornalista e sceneggiatore statunitense.

## Filmografia
- The Believer (2001)
- American Gangster (2007)
- Love Ranch (2010)